# Suelo radiante
Se denomina suelo radiante, paramento radiante o losa radiante al sistema de calefacción que emplea uno de los paramentos de un local como emisor de calor. El emisor puede ser cualquiera de los paramentos de los locales a calefactar (suelo, paredes o techo), pero lo más corriente es emplear el suelo.
Dada la extensión superficial del emisor se emplean bajas temperaturas, porque la emisión depende de la diferencia de temperaturas entre el emisor y el ambiente y de la superficie del emisor (a mayor superficie de emisión será necesaria una diferencia de temperaturas menor). Algunas normativas limitan esta temperatura del suelo a 28 o 29 °C. 
Es la versión moderna de los antiguos hipocausto romano y gloria castellana.

## Ventajas e inconvenientes

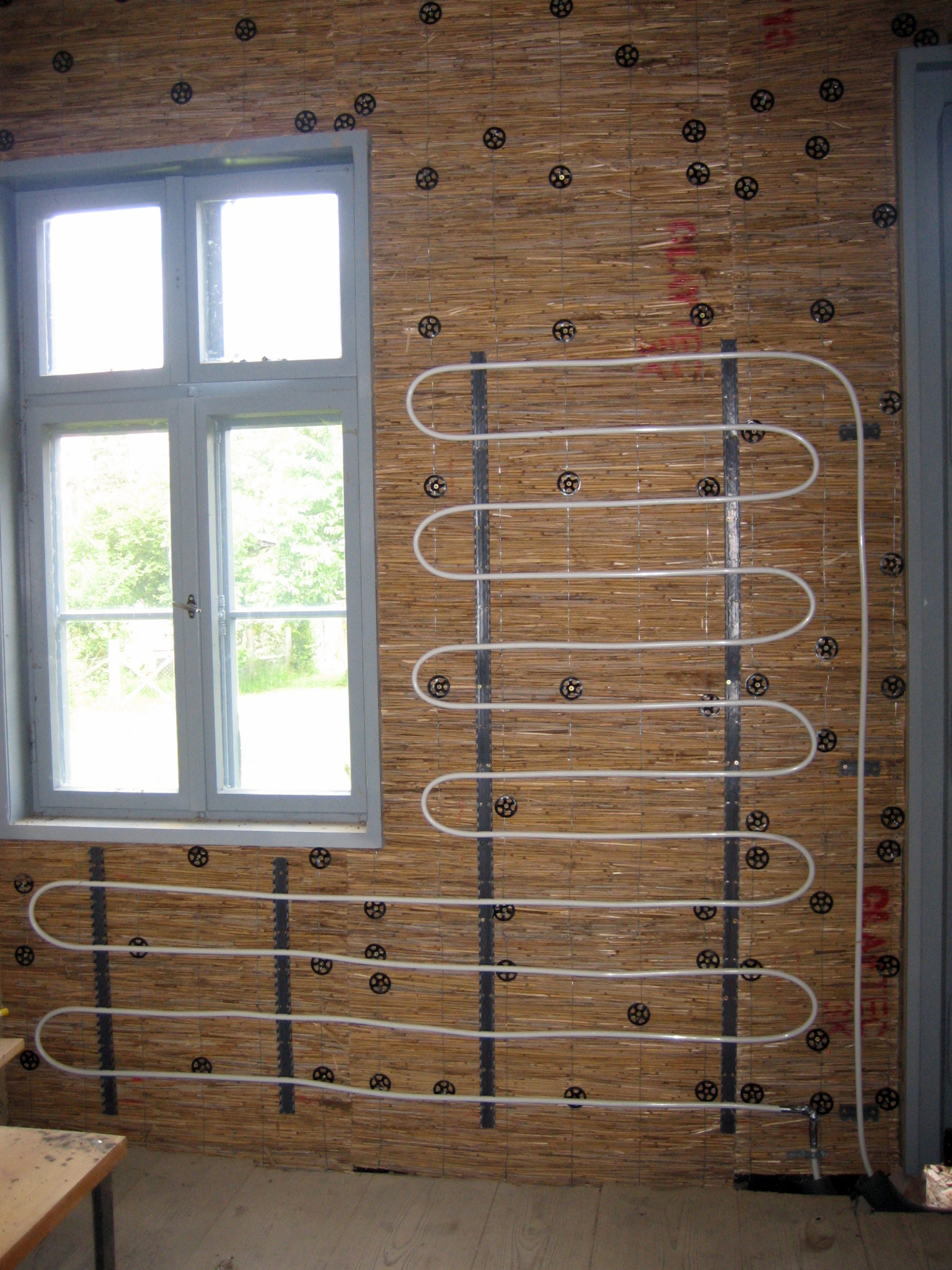
Montaje de tuberías para un sistema de calefacción por pared radiante (nótese que es una instalación incorrecta: es imposible purgar el aire de las tuberías).

La gran ventaja de este sistema de calentamiento es que incide sobre la temperatura resultante, en la que intervienen la temperatura radiante media y la temperatura seca del aire, de modo que, en este caso, al haber una temperatura radiante media más alta, puede bajarse la temperatura seca del aire dos o tres grados, disminuyendo en esa medida las pérdidas de calor del local hacia el exterior, sin disminuir las prestaciones en cuanto a comodidad térmica (sensación térmica).
Es un sistema que produce movimientos reducidos del aire, dada la baja temperatura de emisión y la extensión del emisor, y conviene por ello en locales de techos altos, evitando hasta cierto punto el problema de la estratificación térmica del aire, que acumularía el aire caliente en la parte superior del local, lejos de la zona ocupada.
En el suelo radiante, la temperatura a la que el agua fluye por su interior es moderada, de 35 a 45 °C, a diferencia de los 70-90 °C del sistema que utiliza radiadores, por lo que podría usarse con colectores solares, sin necesidad de calentador de apoyo.
Los inconvenientes encontrados en los pisos radiantes convencionales, son la inercia de calor, o acumulación de calor. Esta inercia de calor se genera en pisos cuyas construcciones fueron hechas en lugares con un clima variante donde se amanece frío o fresco, pero horas después la temperatura externa se nivela a la interna, esto generaría un sofocamiento por calor, dado que el tiempo en que se liberaría el calor interno puede llevar entre 2 y 10 horas.

## Sistemas de calentamiento

### 1. Por agua caliente

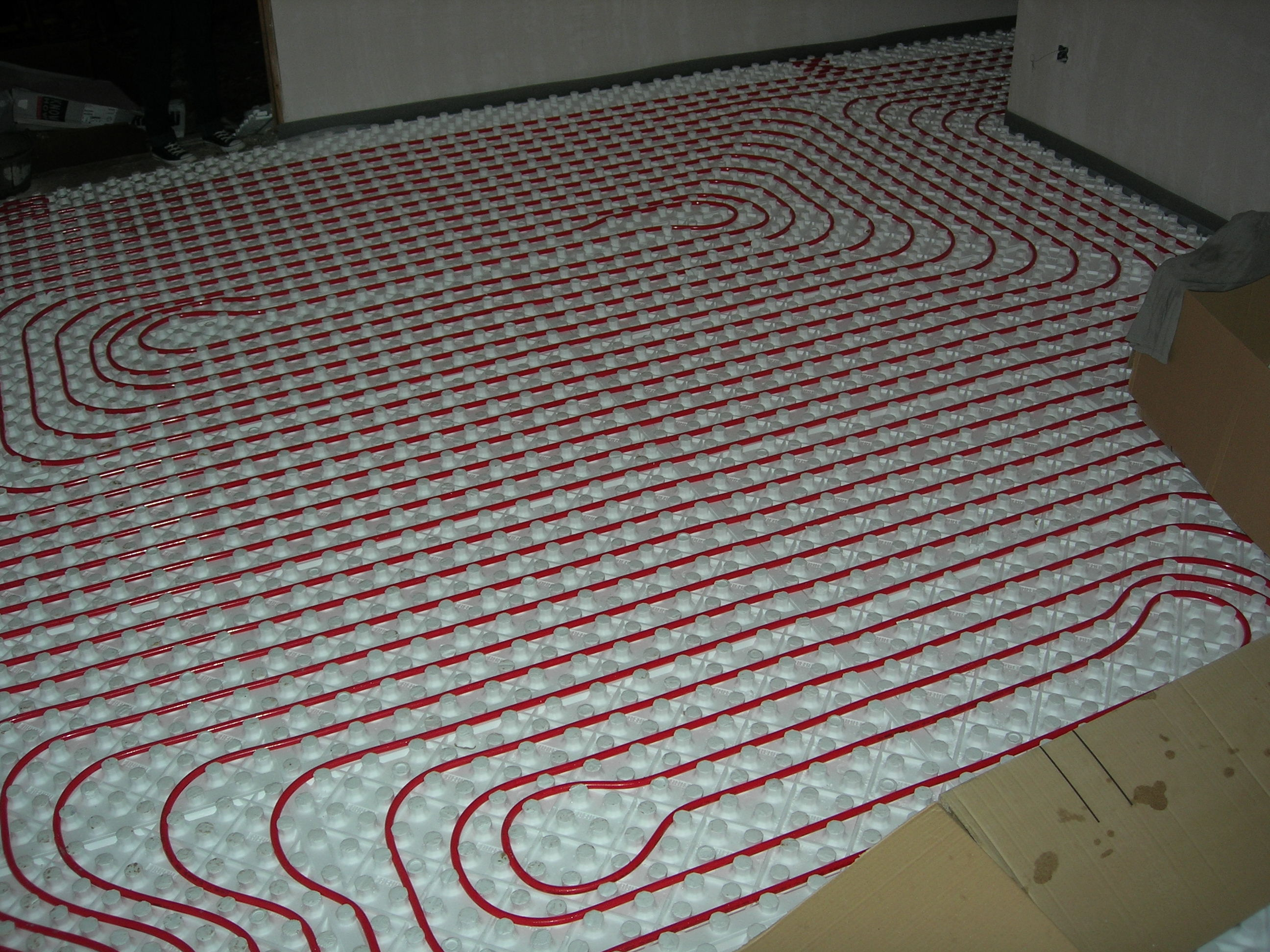
Tuberías para un sistema de calefacción por suelo radiante, antes de montar el pavimento.

En este caso el sistema es semejante a uno de calefacción por agua caliente, con una caldera u otro medio de calentamiento, y una red de distribución, pero teniendo como emisor el suelo (o como se ha dicho, otro paramento, aunque en los sistemas por agua caliente es raro encontrarlo), bajo el cual discurre una tubería haciendo meandros, de modo que los tubos están a una distancia relativamente reducida (entre 8 y 30 cm).

#### Construcción
Las tuberías de agua (generalmente de material plástico) se distribuyen sobre el forjado (ver imagen), interponiendo un aislante térmico para evitar que el calor se disipe hacia la planta inferior. Sobre las tuberías se coloca una capa de mortero de cemento o anhidrita y arena de un espesor mínimo de 4 cm y máximo de 6 cm. Luego el solado, que se recomienda sea de un material poco aislante del calor (piedra, baldosa cerámica o hidráulica) y no de madera o moqueta. El contacto desagradable de la planta del pie con un material frío, que normalmente se quiere evitar con estos suelos aislantes térmicos, queda compensado por la temperatura del suelo.
Si el edificio está bien aislado no es necesario cubrir toda la superficie del suelo y pueden dejarse unas franjas estrechas, cercanas a las paredes, sin tuberías, para colocar muebles (estanterías, aparadores,...) pues bajo ellos el suelo no emitirá calor que pueda estropearlos.

#### Elementos que componen el sistema
- Tubo de plástico o multicapa. Es un tubo de polietileno de alta densidad, reticulado por radiación de electrones. Las técnicas puestas en servicio para la fabricación aseguran una gran regularidad dimensional (diámetro y espesor de las paredes). Por las mejores características en cuanto a resistencia mecánica y térmica, la tubería multicapa es la mejor opción para la realización de estos circuitos.

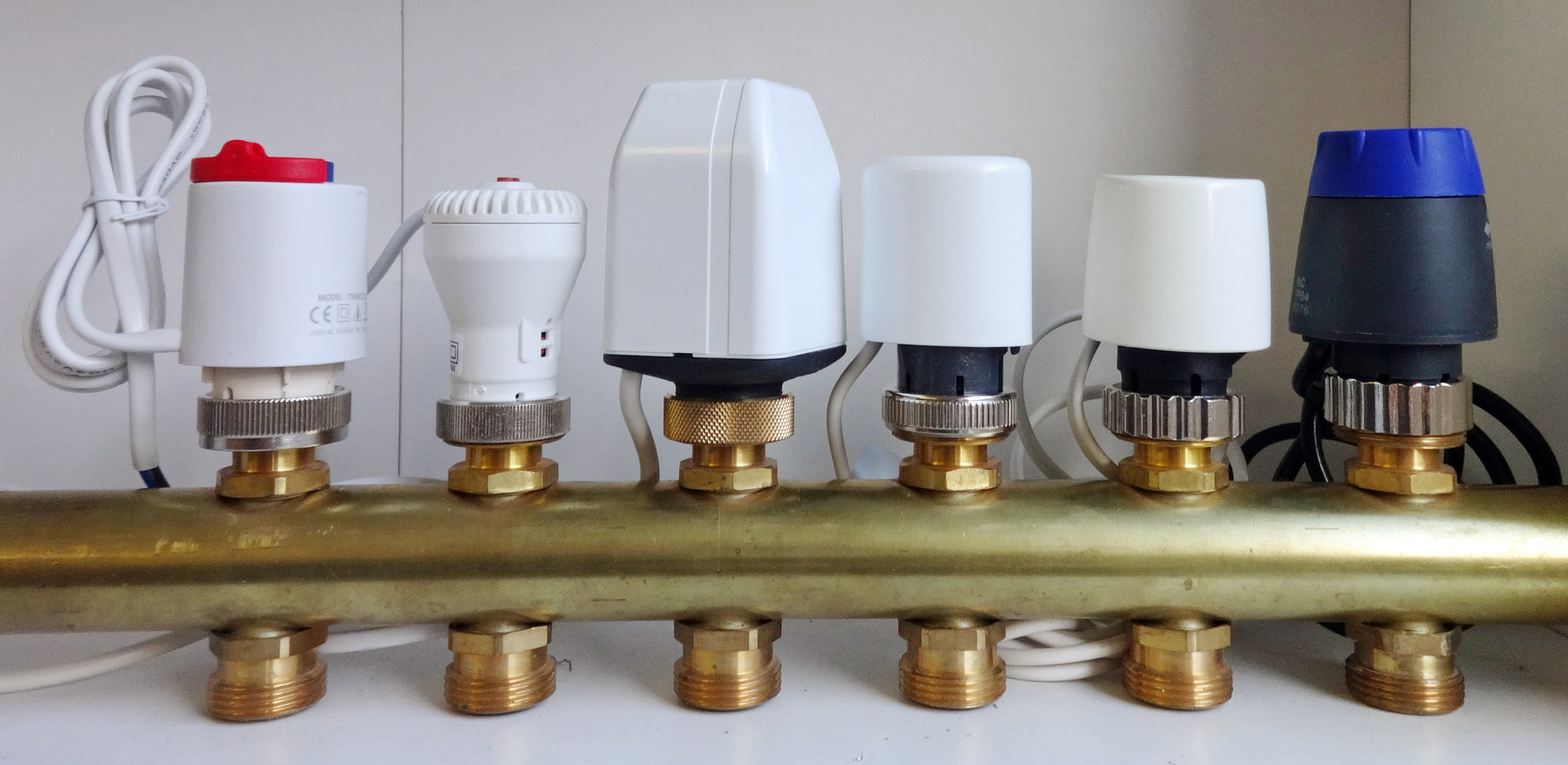

- Placas de aislamiento. Suelen hacerse de poliestireno expandido, a veces elastificado, y sirven para evitar que el calor se difunda hacia el piso inferior.

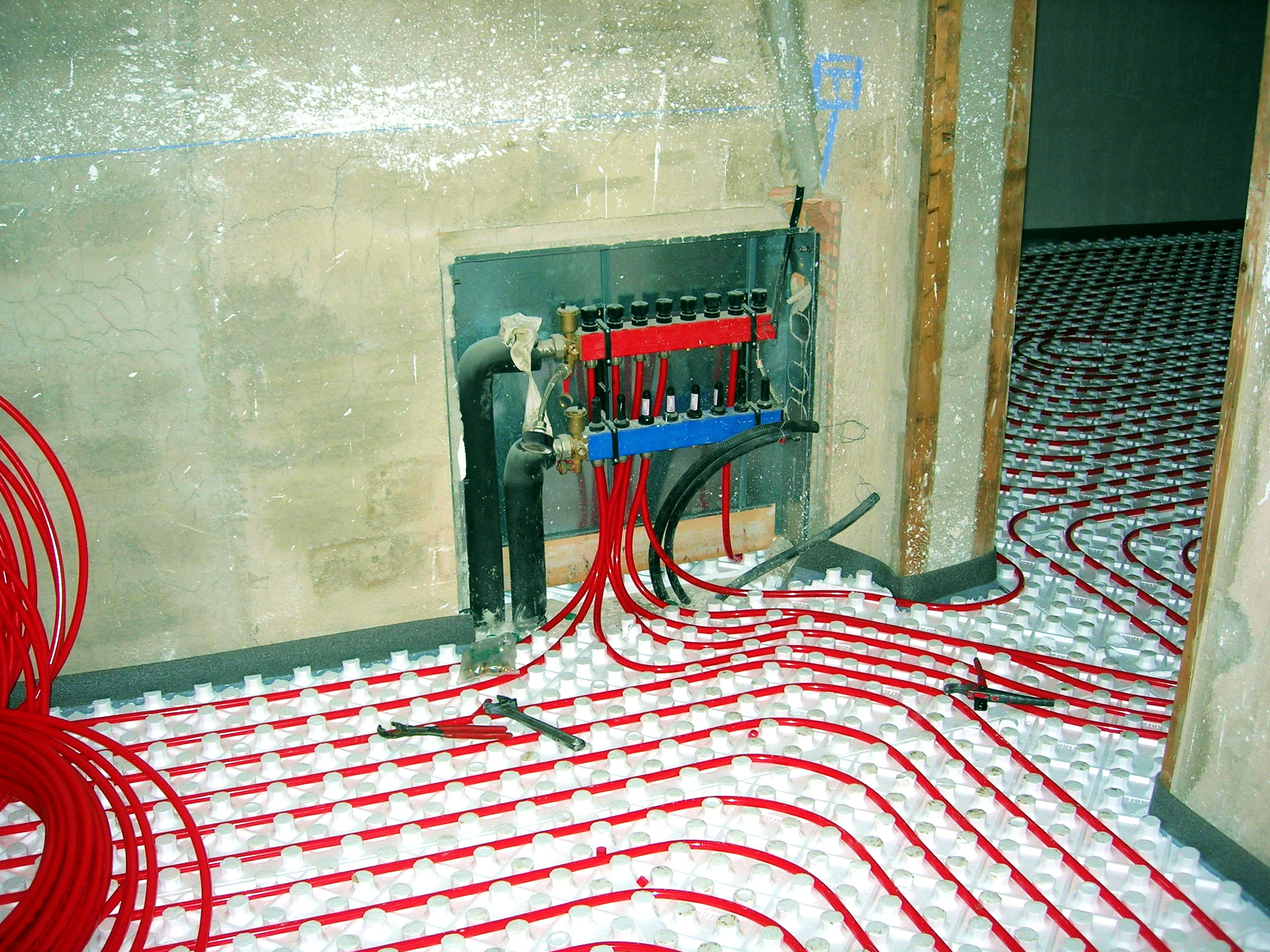
Taca de alojamiento de colectores en un suelo radiante.

- Aislamiento periférico. Es conveniente separar mecánica y fónicamente la placa base del suelo radiante de los tabiques. Esto se consigue mediante el aislamiento periférico, constituido por unas tiras de poliestireno expandido.
- Fijación de los tubos. Para sujetar el tubo a las placas de aislamiento, en ciertas patentes, la fijación se hace mediante tetones que forman parte de las placas de aislante térmico y sujetan adecuadamente hasta que los tubos queden empotrados en la capa de mortero que los recubrirá (ver imagen). También se utilizan unas grapas autoperforantes que, clavadas sobre los tacos-guía en las zonas curvas del tubo, impiden que este se desplace de su posición.
- Conjuntos de distribución. Los diferentes circuitos formados por los tubos van unidos a un colector de ida y otro de retorno. Para un correcto funcionamiento de los circuitos, los extremos de las tuberías deben estar situados en un nivel más alto que el de su recorrido, para conseguir un buen purgado del aire que pueda introducirse en ellas, por lo que estos colectores, en los que estará el purgador, deben ir alojados en una taca en un muro. En los colectores, además, se situarán las llaves de regulación y equilibrado de los circuitos. Estos conjuntos de distribución estarán conectados a la caldera por medio de una red bitubular (tuberías de ida y de retorno), semejante a las que alimentan la calefacción por radiadores.
- Mortero. Normalmente autonivelantes de anhidrita o cemento. La fluidez de estos morteros evita que se generen burbujas de aire (que son aislantes térmicas) y facilitan la distribución del calor.
- Solado. Como se ha dicho, es conveniente que no sea aislante térmico. Puede ser de baldosa hidráulica, baldosa cerámica o diversos tipos de piedra (mármol, granito, pizarra,...).

#### Regulación

Ilustración de una válvula de tres vías mezclando agua de ida (rojo) con agua de retorno (azul).

Dada la limitación de la temperatura superficial del suelo, en este caso solamente se puede hacer una regulación por la temperatura del caloportador (regulación proporcional) que normalmente no debe sobrepasar los 50-55 °C. El sistema consiste en una centralita que recibe información de dos sondas de temperatura. Una de las sondas informa a la centralita de la temperatura exterior, y en función de ella, la centralita mueve una válvula multivía motorizada mezclando el agua procedente de la caldera con agua del retorno, enfriada, hasta conseguir la temperatura adecuada del agua impulsada a la red, según la curva de calefacción correspondiente, en cada momento, temperatura de la que informa a la centralita la otra sonda, situada justo al inicio de la tubería de impulsión.
Hay que tener en cuenta que la temperatura máxima del suelo (los 28 o 29 °C citados) se necesitará solamente en los momentos más fríos del año; el resto del tiempo (con menores necesidades de calor), la emisión deberá hacerse a menor temperatura, luego la temperatura del caloportador también será menor.
Este sistema de calefacción tiene además una especie de autorregulación natural: al subir la temperatura del ambiente (por ocupación de muchas personas, por ejemplo) disminuye el salto térmico emisor-ambiente, por lo que la emisión de calor disminuye, el caloportador se enfría menos y vuelve a la caldera más caliente, disminuyendo el trabajo de esta y ahorrando combustible. Como el salto térmico superficie-ambiente es bajo (del orden de unos 10 °C en los momentos más fríos), un aumento de 1 °C en el ambiente supone una disminución del 10 % de la emisión en esos días más fríos. Lo cierto es que también a los sistemas por agua y radiadores a temperatura más alta les ocurre lo mismo, pero, como el salto térmico es bastante mayor (50-60 °C), el ahorro es inapreciable (1-2 %).

### 2. Por electricidad
Existen también sistemas de paramentos radiantes que funcionan por electricidad. Básicamente hay dos modos de hacerlo:
- Sistema de resistencias eléctricas metálicas.
- Utilización de hilos de fibra de carbono como resistencias.

#### Construcción
Las resistencias eléctricas se distribuyen sobre el forjado, interponiendo un aislante térmico para evitar que el calor se disipe hacia la planta inferior. Sobre las resistencias se pone una capa de mortero de cemento y arena, y luego el solado. En cuanto al material del solado, véase más arriba lo dicho para el sistema con tuberías de agua.
El sistema de fibra de carbono consiste en una especie de tejido de estas fibras, que funcionan como resistencias, en bandas de una cierta longitud, que llevan a los lados dos conductores eléctricos y todo ello envuelto en una funda de material plástico flexible (como aislante eléctrico). Como se ha dicho, en muchos países está prohibido utilizar algo bajo tensión eléctrica bajo el solado (salvo que sean resistencias eléctricas blindadas), de modo que en esos países se utiliza en el techo: sobre un falso cielorraso de escayola o de cartón-yeso, se coloca la lámina y sobre ella un aislante de manta de fibra de vidrio, para que el calor se dirija exclusivamente al local calefactado.

#### Regulación
En este caso la regulación no puede hacerse por temperatura del emisor, sino por tiempo. Se regula mediante un termostato que corta la corriente de las resistencias cuando en el local se llega a la temperatura deseada; a menores necesidades (dependiendo de la temperatura exterior), menor tiempo de encendido. Tiene la ventaja de que la regulación se hace local por local, de modo que en los no utilizados se puede poner una temperatura más baja, o incluso apagarlos. La desventaja es que el suelo puede alcanzar la temperatura máxima toda la temporada, aunque sea por espacios de tiempo cortos.

#### Bomba de calor
Una posibilidad más económica es utilizar un sistema de tubos de agua, calentada por una bomba de calor usando la electricidad. En este caso sería una bomba aire-agua (o agua-agua, si hay posibilidades de tener una fuente fría adecuada) y entonces la instalación sería por tuberías, como en el caso anterior.

## Refrescamiento
Es idea vieja que el suelo radiante (por tuberías) pudiera también servir como refrigeración en verano, pero la posibilidad de que al aumentar la humedad relativa del aire se pudiera llegar al punto de rocío en el suelo y se formasen charcos, ha paralizado las investigaciones. 
Actualmente, se ha llegado a la conclusión de que, aunque no se puede llegar a una verdadera refrigeración, sí es posible conseguir un refrescamiento del aire, haciendo circular agua fría por las conducciones, de modo que la temperatura del suelo siempre estuviera por encima del punto de rocío; con ello, por lo menos se consigue atenuar las temperaturas altas en la estación cálida. Es lo que se denomina suelo refrescante y funciona mejor en climas secos, naturalmente.

## Utilización de la energía
Es interesante hablar de las energías que se utilizan para calentar, cuestión que tiene dos aspectos distintos: coste de la energía y posibilidad de que la energía sea ecológica.

### Ahorro de energía
Como se ha dicho, este sistema permite un ahorro de energía por la posibilidad de bajar la temperatura seca del aire ambiente, gracias a que hay un paramento caliente, cuya radiación sirve para aumentar la temperatura radiante media. El ahorro que produce esa bajada de la temperatura del ambiente interior, depende de las temperaturas exteriores medias a lo largo de la temporada de calefacción. En la mayoría del territorio peninsular de España, con las temperaturas medias exteriores normales, el ahorro de este sistema, a lo largo de la temporada de calefacción, puede estimarse entre un 15 % y un 20 %, comparado con un sistema de calefacción por radiadores.

### Energías residuales o gratuitas
Cuando se trata de un sistema por agua caliente, pueden aprovecharse estas energías, sea la geotérmica o el aprovechamiento de energías residuales, aunque todas ellas requieren infraestructuras urbanas o de barrio (red de reparto de calor), cuestión difícil de resolver cuando se trata directamente de un edificio. Otra posibilidad que puede aplicarse a un edificio es la cogeneración, aunque muy difícil en un edificio residencial.
A pesar del título, ninguna de estas energías sería gratuita, aunque la fuente sea gratuita (geotérmica) o se produzca como un residuo, pues requiere infraestructuras que hay que construir, cuidar y mantener. En cualquier caso son mucho más baratas y ecológicas.

### Energía solar térmica
La energía solar térmica se podría utilizar para la calefacción por suelo radiante. La ventaja es que el sistema de agua caliente utiliza el caloportador a baja temperatura, inferior o igual a unos 50 °C, lo que facilita un buen rendimiento de los colectores. La desventaja fundamental es que el rendimiento de los mismos baja notablemente con bajas temperaturas exteriores, lo que quiere decir que precisamente cuanto más calor se necesita, los días más fríos, el rendimiento es menor y además coinciden con los días más cortos del año, lo que significa que es menor la insolación. Técnicamente es posible conseguirlo, a costa de una gran superficie captadora, pero luego, en épocas más cálidas, los colectores seguirán produciendo calor y habrá que deshacerse de él.
Una solución posible a este problema es acumular el calor en grandes depósitos de agua durante la época cálida, para utilizarlo en las temporadas frías. Pero esto requiere también el uso de técnicas de calefacción urbana, dada la importante inversión que hay que hacer en colectores y acumuladores.

### Energía eléctrica
La electricidad tiene un rendimiento alto en la producción de calor (se aproxima al 98 %) pero a cambio es la más cara por unidad de energía (kWh). Y hay importantes razones para ello. La producción de electricidad por combustibles tiene un rendimiento bastante bajo: con el gasóleo, fuelóleo o carbón, es difícil que lleguen a un rendimiento del 40 % sobre la energía primaria. La conversión de estas energías primarias en calor directamente, en una caldera, es difícil que baje de un rendimiento de 75-80 %, por lo que la misma cantidad de combustible puede dar el doble de calor en un sistema de calefacción por agua caliente. Existe también la producción de electricidad con gas natural en ciclo combinado, que puede llegar a dar el 50 % de rendimiento, pero también hay calderas de gas natural, las de condensación, que pueden dar hasta el 98 % de rendimiento estacional.
Una vez producida la electricidad hay que transportarla y para ello, además, hay que transformarla primero en alta tensión y luego otra vez a baja tensión. En el proceso de transporte, incluidas las transformaciones, se estima que se pierde otro 50% de la energía eléctrica producida, por lo que al contador del usuario llega un 25 % de la energía primaria. Ello explica la diferencia de precios entre las energías por combustión y la energía eléctrica.
Contra lo que muchos dicen, no es cierto que la energía eléctrica sea "ecológica". Es verdad que no contamina en el punto de consumo, pero lo hace en el punto de producción. Según el Informe Anual del Observatorio de Energía y Desarrollo sostenible en España, la producción de electricidad en este país, en 2003, se hizo: nuclear 24%; combustibles, 40%; hidráulica, 16%; energías renovables, 16%; otros, 2%, es decir, las no contaminantes solo suponían este año un 32%. De todos modos, las energías renovables (eólica y solar) tendrán cada día una mayor importancia en el balance nacional, de modo que el problema de la contaminación por gases de efecto invernadero disminuirá.
Sin embargo la electricidad puede servir como energía en los sistemas de suelo radiante por tuberías y agua, calentando el agua mediante una bomba de calor movida por energía eléctrica.

## Aplicaciones urbanas

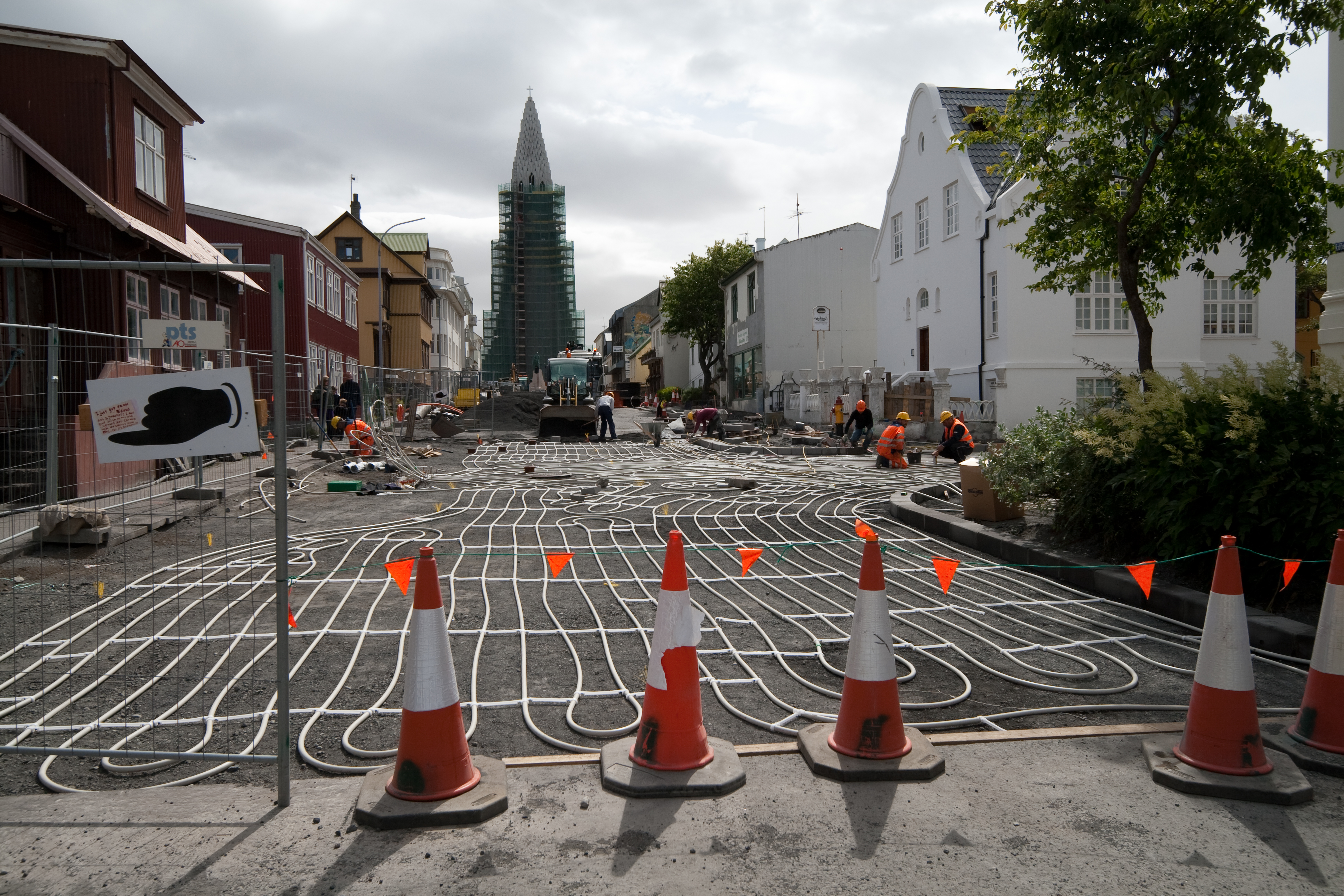
Instalación de un suelo radiante en una calle de Reikiavik.

En Islandia, donde hay abundantes yacimientos de aguas termales, se utiliza el suelo radiante para descongelar el hielo de las calles de la capital, Reikiavik, los días fríos.
También en el Centro Turístico Termal Copahue en la provincia del Neuquén, Argentina, se inauguró
en 1999 un sistema de calefacción de calles por suelo radiante, aprovechado aguas termales naturales.